# 大笹原神社
大笹原神社（おおささはらじんじゃ）は、滋賀県野洲市にある神社。須佐之男命（すさのおのみこと）、櫛稲田姫命（くしなだひめ）ほか五神を祀る。

## 概要
本殿は国宝に指定されている。外陣の正面三間と側面一間は花狭間格子戸となっている。高欄は跳高欄。脇障子の若葉の浮彫は、欄間、蟇股とともに見事な彫刻となっている。装飾性に富む彫刻は華麗な東山文化の粋を極めている。
本殿の右には、寄倍（よるべ）の池と呼ばれる底なし沼があり、その昔水不足から御輿を二基沈めて祈願したところ、日照りが続いても枯れたことがないと云われる。また、この地域は良質のもち米が穫れ、鏡餅発祥の由来から、鏡餅の元祖を祀った「鏡の宮」が境内に建てられている。

## 歴史
- 寛和2年（986年）、越知諸実が社領を寄進し、社殿を造営したと云われる。
- 応永21年（1414年）、岩倉城主馬淵定信が現在の社殿を再建した。

## 文化財
国・県・市の補助を受け、2019年（令和元年）9月に文化財を火災から守るため自動放水設備が設置された。
国宝
- 大笹原神社本殿 - 室町時代（1414年）建立。三間社入母屋造、向背一間、檜皮葺。

重要文化財
- 境内社篠原神社本殿 - 室町時代（1425年）建立。石凝姥命（いしこりどめ）を祀る。一間社隅木入り春日造、檜皮葺。

## 所在地・アクセス
住所
〒520-2313 滋賀県野洲市大篠原2375
交通
- JR琵琶湖線（東海道本線）野洲駅から近江鉄道バスまたは野洲市コミュニティバス（篠原コース）で大篠原停留所下車、徒歩15分。

駐車場
- 普通車25台

見学
- 境内自由